# Андорра
Андо́рра (кат. Andorra), або Князівство Андорра (кат. Principat d’Andorra) — князівство в Європі в Східних Піренеях, що межує із Францією на півночі й Іспанією на півдні.
Окрема держава (п'ята з кінця за чисельністю населення у Європі після Ліхтенштейну, Сан-Марино, Монако та Ватикану), Андорра сьогодні є країною, що процвітає головним чином завдяки туризму та статусу офшорної зони. Населення Андорри має найбільшу у світі тривалість життя — у середньому 83,5 роки (дані станом на 2007 рік).
Площа 468 км². Столиця Андорра-ла-Велья. Розташована в гористій місцевості з вузькими долинами, клімат гірський субтропічний.
Історично Андорра перебувала під подвійним протекторатом: Уржельської єпархії (Іспанія) та Франції. З того часу головами (співкнязями) Князівства Андорри є єпископ Уржельський та президент Франції. Сьогодні співкнязями є Жоан Енрік Вівес-Сісілья, єпископ Уржельський (Іспанія), та Еммануель Макрон (президент Франції) — країна перебуває під протекторатом Іспанії та Франції. Голова уряду Шав'є Еспот Самора. В Андоррі урядує Генеральна Рада (з 24 членів, обраних на 4 роки).
Основне заняття населення — сільське господарство: вівчарство на альпійських луках, на нижніх терасах — землеробство (вирощують жито, ячмінь, пшеницю, картоплю, овочі, тютюн, виноград). Підсобні промисли: лісозаготівля, випалення деревного вугілля. Своїх продовольчих ресурсів Андоррі не вистачає. З Францією та Іспанією зв'язана шосе. Експорт: вовна, сир, тютюн, деревне вугілля. Імпорт: товари народного споживання. Важливою статтею економіки є туризм.
Населення — 77 тисяч осіб (2018) (із них 33 % андоррці, 23 % іспанці, 21 % португальці, 17 % французи, 3 % араби, 3 % британці, італійці й інші). Державна мова — каталонська. Основна релігія — католицизм.
В Андоррі діє один університет — Університет Андорри.

## Назва
Походження слова «Андорра» достеменно невідоме, проте Жуан Курумінас наполягав на тому, що воно існувало ще в доримську епоху. Можливо, назва країни походить від арабського слова ad-Darra (араб. الدّارة), що означає «ліс». Багато місцевих географічних назв походять з іберійських мов.

## Географія
Андорра розташована в Європі, у Піренеях, у долині річки Валіра й оточена високими (до 2946 м) та вкритими лісом гірськими пасмами. Клімат гірський субтропічний. Найвища вершина — Кома Педроса.
- Анќамп (кат. Encamp) — гостинне і велике для Андорри місто.
- Кан́ілью (кат. Canillo) — маленьке містечко.

Завдяки розташуванню у східній гряді Піренейських гір, територія Андорри складається переважно з гірського ландшафту. Середня висота гір в Андоррі близько 1996 метрів, найвища вершина Кома Педроса має 2946 метрів. Гори тут наче перерізані трьома вузькими долинами у формі літери «Y», які поєднуються в одну, подібно річці Валіра, яка тече з країни в напрямку Іспанії (у найнижчій андоррській місцині, що розташована на висоті 870 м. Площа Андорри 468 квадратних кілометрів.

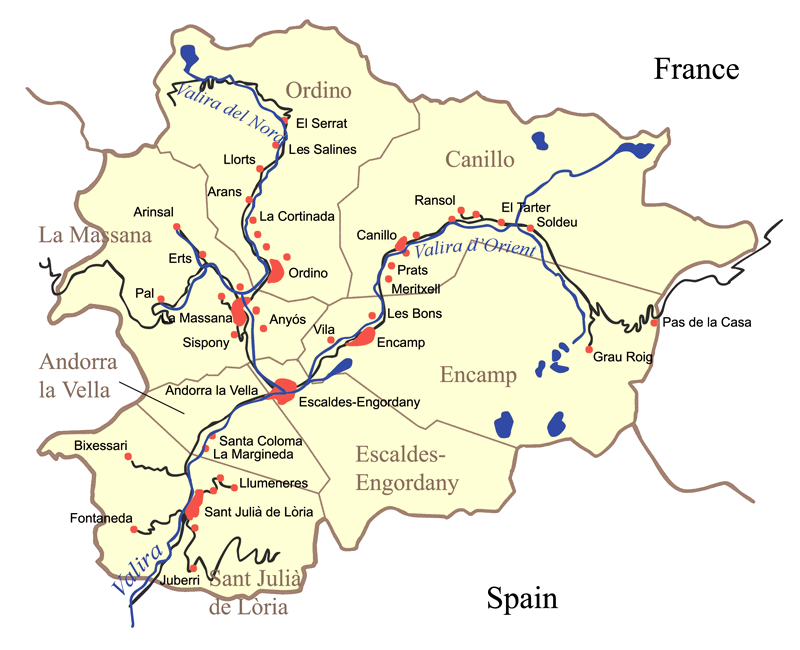
Мапа Андорри (англ.)

Клімат в Андоррі подібний до помірного клімату країн-сусідок, але її розташування високо в горах забезпечує взимку більше снігу та трохи прохолоднішу погоду влітку.
Фітогеографічно Андорра належить до Атлантично-Європейського регіону Циркумбореальної області в межах Північного (Голарктичного) царства. Відповідно до WWF, територія Андорри належить до екорегіону Піренейських хвойних та змішаних лісів.
Рельєф території Андорри можна віднести до типово гірського. Йому притаманна піки вершин, що здіймаються вгору, скелі, які обриваються вниз, ущелини, бурхливі гірські річки, що петляють повз гір долини.

## Історія
Андорра згадується в хроніках, починаючи з 9 століття. За договором 1278 року князівство — під спільним управлінням французьких графів Фуа (їхні права з 1607 року перейшли до глави французької держави) та єпископів із міста Ла-Сеу-д'Уржель у Каталонії. Середньовічна структура управління проіснувала до XX століття.
Під час Першої світової війни Андорра проголосила війну Німецькій імперії, проте фактично не брала участі в бойових діях. Вона залишалась в офіційному статусі сторони, що перебуває у стані війни, до 1957 року, оскільки не була внесена до Версальського мирного договору 1919 року.
У 1933 році Андорра була окупована Францією в результаті громадських безладів перед виборами.
6 липня 1934 року авантюрист Борис Скосирев видав прокламацію в Ла-Сеу-д'Уржель, проголосивши себе сувереном Андорри Борисом I (на підставі того, що до президентів Франції не переходило королівське право суверенітету над Андоррою, і Борис взявся виконувати саме функцію регента французького короля), одночасно оголосивши війну єпископу Уржельському. Останній викликав іспанські війська, які арештували Бориса. Він був засуджений у Барселоні та висланий до Португалії. Так звана «монархія Бориса Скосирева» тривала лише 6 днів, проте цей епізод в історії Андорри закінчився лібералізацією політичної та економічної систем і довгоочікуваним відкриттям Андорри світу.
Від 1936 до 1940 року французький військовий загін дислокувався в Андоррі, щоб попередити вплив Іспанської громадянської війни та Іспанії Франко. Загони франкістів досягали кордонів Андорри на пізніх стадіях війни.
Під час Другої світової війни Андорра залишалась нейтральною та була важливим каналом контрабанди між Францією Віші й Іспанією.
Завдяки своїй відносній ізоляції Андорра існувала ніби за межами мейнстриму європейської історії, підтримуючи зв'язок із кількома країнами, крім сусідніх Іспанії та Франції. Останнім часом, однак, її квітуча туристична індустрія, а також розвиток транспортної та комунікаційної галузей поклали край ізоляції країни. Її політична система докорінно змінилась у 1993 році, коли Андорра стала членом ООН та Ради Європи.

## Адміністративний поділ
Андорра поділяється на 7 парафій:

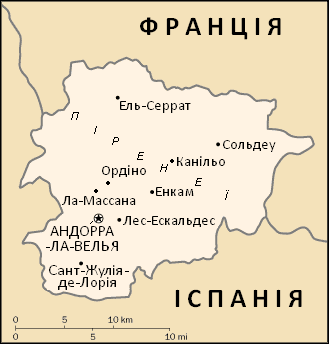
Андорра

- Андорра-ла-Велья (Andorra la Vella),
- Канільйо (Canillo),
- Ла-Массана (La Massana),
- Ордіно (Ordino),
- Сант-Жулія-де-Лорія (Sant Julià de Lòria),
- Енкамп (Encamp),
- Ескальдес-Енгордань (Escaldes-Engordany).

## Населення
Населення Андорри становить 84 129 осіб (30 вересня 2008 р., за даними обліку паррокій). Населення столиці — близько 24 тисяч осіб.
Менше третини всього населення (11 тис. осіб) становлять корінні андоррці, нащадки каталонських селян, що заселили в давнину гірські долини. Крім того, в Андоррі проживають 25 тисяч іспанців, 4 тисячі французів, португальці та ін.
Більшість вірян (99 %) — католики.

### Мова
Офіційна та історична мова Андорри — каталонська, в усному мовленні використовується північно-західний діалект каталонської мови.
Завдяки імміграції, історичним зв'язкам та географічному сусідству, також часто використовуються іспанська та французька мови. Також у країні постійно проживає велика група вихідців із Португалії, які розмовляють португальською мовою.

## Політичний устрій
Андорра стала окремою державою в 1278 році. Від 1993 року (конституція) суверенна держава (хоча й надалі керівниками Андорри залишається дуумвірат: президент Франції та єпископ Уржельський).
Політики Андорри діють у рамках парламентсько-репрезентативної демократії, згідно з цим прем'єр-міністр Андорри очолює уряд країни. Уряд Андорри базується на багатопартійній системі.
У 1976 була утворена перша політична організація Андорри — Демократична партія Андорри. Перший прем'єр-міністр був призначений у 1981 році. Законодавча і виконавча гілки влади були розділені в 1982. Виконавча влада належить уряду. Законодавча влада розділена між урядом і парламентом. Юстиція є незалежною адміністративно і юридично.
У 1993 на референдумі була прийнята перша конституція країни.
Чинний (із 2019 року) прем'єр-міністр Андорри Хав'єр Еспот Самора (1979 р.н.) є членом партії Демократи Андорри.
Відповідальність за оборону Андорри несуть Іспанія та Франція. Андорра не має власних збройних сил.

## Економіка

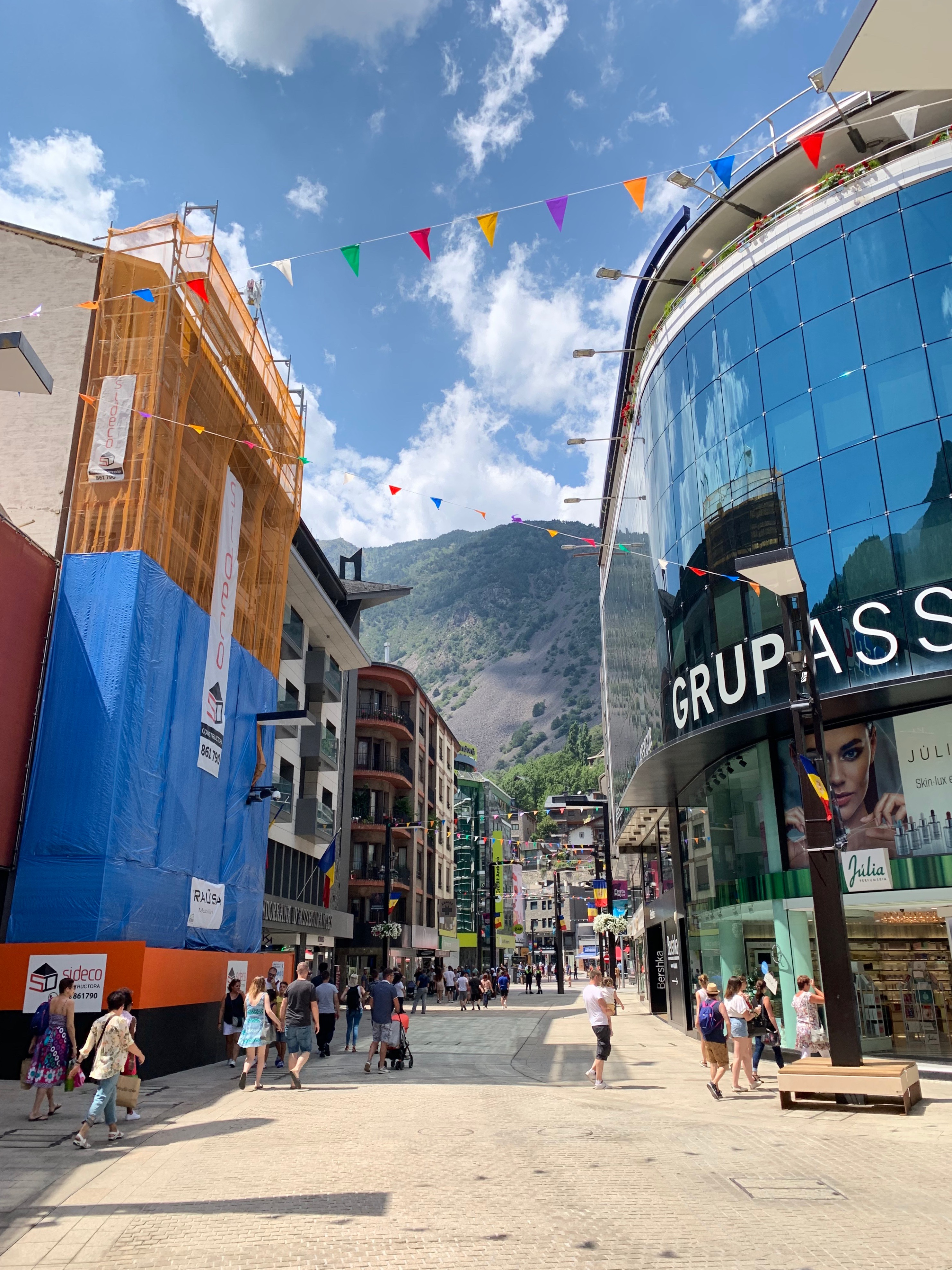
Центральна вулиця Андорра-ла-Велья

80 % ВВП країни дає туристична галузь. Андорру щорічно відвідують до 9 млн туристів. Держава бере мінімальну участь в управлінні економікою, і приватне підприємництво діє майже без обмежень. Велику роль в економіці відіграє банківський сектор, якому надано податкові пільги.
Розвиток сільського господарства в Андоррі обмежений тим, що лише 2 % земель придатні для обробки. У цій галузі зайнято менш як 1 % населення. Вирощується картопля та тютюн, у невеликій кількості — ячмінь та жито.
Є запаси залізних руд, свинцю, мінеральної води та ліси, гідроенергетичні ресурси.
Переваги: основа економіки — туризм. Унаслідок високого рівня банківської конфіденційності Андорра є «податковою оазою». Процвітає торгівля предметами розкоші.
Основна прибуткова стаття бюджету країни — туризм. Величезної популярності зажив гірськолижний сезон, що триває з початку грудня по середину квітня. Андорра є зоною безмитної торгівлі, що дає можливість купувати різні товари зі знижками 25 %-40 % від вартості
аналогічних товарів в Іспанії або Франції.
Слабкі сторони: Франція та Іспанія визначають економічну політику країни. Залежність від імпорту продовольства та сировини.

### Курорти
Андорра відома своїми гірськолижними курортами. Багато з них мають розвинену та потужну інфраструктуру. Андорра поділена на дві великі зони для катання — Грандваліра (Grandvalira) і Вальнорд (Vallnord). Нижче подано перелік курортів.
- Arinsal [Архівовано 6 березня 2013 у Wayback Machine.] (Арінсаль)
- Canillo [Архівовано 6 березня 2013 у Wayback Machine.] (Канільо)
- El Tarter [Архівовано 6 березня 2013 у Wayback Machine.] (Ель Тартер)
- Encamp [Архівовано 5 березня 2013 у Wayback Machine.] (Енкамп)
- Incles [Архівовано 5 березня 2013 у Wayback Machine.] (Інклес)
- Grau Roig [Архівовано 28 січня 2013 у Wayback Machine.] (Грау Ройч)

Для любителів зимових видів спорту є 152 гірськолижні траси різної складності, загальною протяжністю близько 280 км, 6 гірськолижних станцій, 196 підйомників і близько 500 гірськолижних інструкторів, серед яких є навіть україномовні.

### Туризм та вплив на екологію Андорри
Туризм має значний екологічний вплив на Андорру, невелику гірську країну в Піренеях. З одного боку, туризм є важливим джерелом доходу та економічного розвитку, але з іншого боку, він створює численні виклики для збереження навколишнього середовища.
Туризм стимулює інвестиції в екологічну інфраструктуру та заходи зі збереження природи. Наприклад, надходження від туризму використовуються для підтримки національних парків, збереження природних ландшафтів та підтримки біорізноманіття. Крім того, розвиток екотуризму сприяє підвищенню обізнаності туристів та місцевих жителів про важливість збереження навколишнього середовища.
Однак, інтенсивний туристичний потік також призводить до екологічних проблем. Зростання кількості туристів збільшує навантаження на природні ресурси, спричиняючи ерозію ґрунтів, забруднення водних ресурсів та знищення природних середовищ існування. Будівництво туристичної інфраструктури, такої як готелі, лижні траси та дороги, може призвести до руйнування природних ландшафтів та втрати біорізноманіття.
Уряд Андорри та місцеві організації активно працюють над зменшенням негативного екологічного впливу туризму. Вони впроваджують стратегії сталого розвитку, такі як контрольоване управління туристичними потоками, розвиток екологічно чистого транспорту та просування екотуризму. Також проводяться освітні програми для туристів та місцевих жителів з метою підвищення екологічної обізнаності та відповідальної поведінки.
Інтенсивне використання популярних туристичних маршрутів призводить до ерозії ґрунтів, особливо у гірських районах. Це може негативно вплинути на природні ландшафти та знизити їх естетичну привабливість, що, в свою чергу, впливає на туристичний потенціал регіону.
Збільшення кількості туристів підвищує попит на водні ресурси, що може призвести до зниження рівня підземних вод і порушення місцевих водних екосистем. Крім того, зростання кількості відходів та забруднення водних джерел може погіршити якість води та вплинути на здоров'я місцевого населення.
Туристичні об'єкти та інфраструктура можуть вторгнутися в природні середовища існування, загрожуючи місцевій флорі та фауні. Будівництво нових об'єктів та зростання туристичної активності можуть спричинити втрату середовищ існування для багатьох видів, що знаходяться під загрозою зникнення.
Уряд Андорри та місцеві організації активно працюють над зменшенням негативного екологічного впливу туризму. Вони впроваджують стратегії сталого розвитку, такі як контрольоване управління туристичними потоками, розвиток екологічно чистого транспорту та просування екотуризму. Також проводяться освітні програми для туристів та місцевих жителів з метою підвищення екологічної обізнаності та відповідальної поведінки.
Андорра активно просуває екотуризм як альтернативу масовому туризму. Цей підхід спрямований на збереження природних ресурсів, мінімізацію негативного впливу на довкілля та підвищення якості туристичного досвіду. Екотуризм також сприяє підтримці місцевої економіки, залучаючи туристів до екологічно відповідальних і культурно-збагачуючих заходів.

## Транспорт
Протяжність дорожньої мережі Андорри становить 279 км, з яких 76 км не мають твердого покриття. Дві основні дороги, що виходять з Андорри-ла-Вельї, — CG-1, що веде до кордону з Іспанією, і CG-2, що веде до кордону з Францією через тунель Енваліра близько Пас-де-ла-Каса. Узимку основні дороги в Андоррі зазвичай швидко очищаються від снігу та залишаються доступними, проте основну дорогу з Андорри на території Франції (RN-20/22) чистять рідше та іноді закривають через небезпеку сходження лавин. Інші основні дороги з Андорри-ла-Велья (CG-3 і CG-4) ведуть в Аркаліс і Пал.
Автобусне сполучення пов'язує всі міські райони та багато сіл. Частота руху на більшості основних маршрутів у години пік доходить до пів години та менше. Часто курсують автобуси з Андорри в Барселону та аеропорт Барселони, а також у Тулузу та аеропорт Тулузи. До кожного з цих пунктів можна доїхати приблизно за 3 години. Є також маршрути до аеропорту Жирони та до Португалії через Льєду. Автобусні перевезення переважно здійснюються приватними компаніями, але деякі місцеві лінії обслуговуються державними структурами. Приватні автобусні компанії: Autocars Nadal, Camino Bus, Cooperativa Interurbana Andorrana, Eurolines, Hispano Andorrana та Novatel.
В Андоррі немає залізниць, портів чи аеропортів для посадки літаків. Однак є кілька комерційних вертолітних майданчиків у Ла-Массані, Арінсалі та Ескальдес-Енгордань. Сусідні аеропорти розташовані в Барселоні, Тулузі, Перпіньяні, Реусі та Жироні. Найближчий із них (за 160 км) — аеропорт Перпіньян—Рівесальтес, обслуговує короткі маршрути до кількох міст Великої Британії та Франції. Маленький аеропорт La Seu d'Urgell за 12 км на південь від Андорри останнім часом обслуговує лише приватні літаки. Каталонський уряд вивчає можливість використання його в майбутньому як публічного аеропорту.
Найближча залізнична станція «L 'Hospitalet-près-l'Andorre» розташована за 10 км на схід від Андорри та дає можливість дістатися до Тулузи і далі високошвидкісними поїздами до Парижа. Лінія обслуговується SNCF.

## Телекомунікації та ЗМІ
Андоррська національна телекомунікаційна компанія («Servei de Telecomunicacions d'Andorra», STA або SOM) є ексклюзивним оператором стаціонарного та мобільного телефонного зв'язку та провайдером інтернет-послуг. Ця ж компанія завідує технічною інфраструктурою національної мережі цифрового телебачення та радіо.
З кінця 2010 року майже кожний будинок у країні має оптоволоконне підключення до мережі інтернет із мінімальною швидкістю 100 Мбіт/с.
«Ràdio i Televisió d 'Andorra» (RTVA) є єдиним телевізійним каналом у країні. З 1 січня 2004 року розпочалося впровадження цифрового ефірного телебачення, а 25 вересня 2007 року аналогове телебачення було відімкнуте. Цифровим ефірним телебаченням користується близько 30 тисяч із 35 тисяч ТВ домогосподарств.
«Radio Nacional d'Andorra» підпорядковано дві радіостанції, «Radio Andorra» та «Andorra Música». Видаються три національні газети — «Diari D'Andorra», «El Periòdic», і «Bon Dia» — а також кілька місцевих газет.

### Поштовий сервіс Андорри
Поштові послуги в Андоррі унікальні в тому, що вони керуються не князівством безпосередньо, а його двома найбільшими сусідами — Іспанією і Францією. Це спадок століть фактичного контролю цих країн над Андоррою. Сьогодні «Correos y Telégrafos» Іспанії та «La Poste» Франції діють поряд: іспанські поштові скриньки червоні, а французькі — жовті.
Якщо поштові адміністрації випускають свої власні поштові марки для використання в Андоррі, вони не є дійсними як в Іспанії, так і у Франції. Поштові пересилки в межах князівства безкоштовні.

## Зовнішня політика
Із 1278 року Андорра є асоційованою з Іспанією та Францією державою. На цих країнах лежить відповідальність за захист Андорри.
1993 року, після прийняття Конституції та звільнення від реліктів феодалізму, Андорра вступила в ООН і відкрила ряд посольств та представництв за кордоном.

## Збройні сили
Андорра не має регулярних збройних сил, усі силові функції виконує поліція Андорри, відповідальність за оборону Андорри несуть Франція та Іспанія.

## Культура
Культура Андорри є важливою частиною культури каталонських країн.
Довга історія Андорри забезпечила країні багатий фольклор та безліч народних казок, що беруть корені від Андалузії на півдні до Нідерландів на півночі.
Два письменники, відомі не лише у Каталонії, Мішель Газ'єр та Рамон Віллерой, народились в Андоррі. Річард Фітер, відомий письменник, є не тільки уродженцем Андорри, але і її першим омбудсменом.
Завдяки закоханості каталонців у музику, не повинно викликати здивування, що Андорра має камерний оркестр, яким керує віолончеліст Джерард Кларе, а також, що ця країна бере участь у відомому міжнародному конкурсі співаків, що проводиться за підтримки Монсеррат Кабальє. У 2004 р. Андорра вперше взяла участь у пісенному конкурсі «Євробачення» (звісно, перша пісня, що там прозвучала від Андорри, була виконана каталонською мовою).
Однією з найважливіших подій культурного життя є міжнародний джазовий фестиваль Ескальдес-Енгордан, у якому брали участь всесвітньо відомі зірки Майлз Девіс, Фетс Доміно та Бі Бі Кінг.
Традиційними танцями Андорри є марраткса (зберігся в Сант-Жулія-де-Лорія) та контрапас, особливо популярні на престольних святах. Серед відомих престольних свят є присвячене Святому Жорді, коли дарують троянди та книги; народне престольне свято, коли вшановують пам'ять Святого Жуана та літнє сонцестояння, та свято Святого Стефана, святого покровителя столиці країни, міста Андорри-ла-Вельї. Андоррці святкують свої престольні свята охоче та яскраво. Національне свято Андорри — день Богоматері Мерітшелльскої, що відзначається 8 вересня.
Конституція Андорри гарантує повну свободу засобам масової інформації. У князівстві видається дві щоденні газети, Diari D'Andorra та El Periòdic. Канал державного телебачення ATV, державна радіостанція Radio Nacional d'Andorra (під її керівництвом працюють Radio Andorra та музична станція Andorra Música) та комерційне Radio Valira транслюються в країні.

## Освіта

### Школи
Освіта для всіх дітей від 6 до 16 років є обов'язковою. Середня освіта надається державою безкоштовно.
Існує три типи шкіл — андоррські, французькі та іспанські — навчання в яких переважно ведеться каталонською, французькою та іспанською мовами відповідно. Батьки можуть вибирати тип школи, яку відвідують їхні діти. Усі школи побудовані та утримуються владою Андорри, проте вчителі у французьких та іспанських школах оплачуються переважно Францією та Іспанією. Близько 50 % андоррських дітей вступають у французькі початкові школи, решта — в іспанські або андоррські.

### Університет Андорри
Університет Андорри — державний та єдиний в Андоррі університет. Заснований 1997 року. Університет готує бакалаврів у галузі медицини, комп'ютерних наук, ділового адміністрування та освіти, а також проводить підготовку на курсах вищої професійної освіти. Двома єдиними вищими школами в Андоррі є Школа медичних сестер та Школа комп'ютерних наук (входять до складу університету). Остання здійснює підготовку на ступінь доктора наук.

#### Центр дистанційного навчання
Складне географічне положення країни, а також небагато студентів не дозволяють Університету Андорри розвивати повноцінні академічні програми. Тож університет працює переважно як центр дистанційного навчання, забезпечуючи зв'язок з університетами Франції та Іспанії. Центр дистанційного навчання (Centre d'Estudis Virtuals) університету має близько двадцяти програм підготовки, як на ступінь бакалавра, так і на ступінь магістра, в галузі туризму, юриспруденції, каталонської філології, гуманітарних наук, психології, політичних наук, аудіовізуальних комунікацій, телекомунікацій та Східно-Азійських досліджень. Центр також пропонує різні програми додаткової освіти та перепідготовки для професіоналів.

## Охорона здоров'я
Медичне обслуговування в Андоррі надається всім працюючим та членам їхніх сімей у рамках державної системи соціального страхування (CASS, Caixa Andorrana de Seguretat Social), яка фінансується за рахунок внесків роботодавців та працівників, пропорційно до заробітної платні. Вартість медичного обслуговування покривається страхуванням в розмірі 75 % у разі амбулаторного лікування (витрати на ліки та відвідування лікарів), 90 % — у разі госпіталізації й 100 % — при нещасних випадках на робочому місці. Решта витрат може покриватися приватним страховим полісом. Громадянам інших країн та туристам необхідне повне приватне медичне страхування.
Головний шпиталь Мерітчель (Meritxell) розташований в Ескальдес-Енгордань. У країні також є 12 центрів першої медичної допомоги.